# Codimg
Codimg es un software que ha sido desarrollado para proporcionar feedback a través de vídeo en múltiples sectores, aunque especializado en el campo de la educación, simulación médica y los recursos humanos.
Este software ha sido creado por una compañía española llamada Aligfra Digital Canarias en 2017 y está disponible para el sistema operativo Windows. Así mismo, cuenta con una app en iOS.

## Características
El objetivo principal de este software es facilitar un análisis a través de vídeos en entornos y espacios de trabajo. El vídeo se puede transmitir en directo o ser revisado en una fase posterior. 
El análisis se lleva a cabo a través de una checklist o lista de cotejo digital que está compuesta por botones. Cada uno de ellos representa un concepto o ítem y, cuando tienen lugar durante el evento analizado, se hace clic sobre ellos.
Estos clics generan unas marcas virtuales sobre el vídeo y, como consecuencia, se genera un pequeño clip que muestra el momento exacto en el que ese ítem apareció.
También hay botones secundarios que proporcionan información extra al botón principal, para darle un contexto más rico y completo. 
Estos clips de vídeo crean una base de datos que puede ser analizada al detalle usando las herramientas que el software pone a disposición del usuario, a través de información cualitativa o datos estadísticos. 
Los momentos más importantes del vídeo, además, se pueden recopilar en una presentación que compartir con el equipo en sesiones de debriefing. 

## Usuarios más conocidos
Psicología
El Juzgado de Violencia contra la Infancia y la Adolescencia de Las Palmas de Gran Canaria (España), pionero en su tipo, utiliza Codimg como método no invasivo para facilitar la digitalización y presentación al tribunal de informes forenses.
Codimg también se usa por el Gabinete Psicopedagógico Psicotogether (Las Palmas de Gran Canaria, España) para evaluar las necesidades de los menores.
Simulación médica
Codimg se utiliza para proporcionar información a los médicos y enfermeros en prácticas en hospitales y centros de formación como: 
- Hospital Universitario Fundación Jiménez Díaz (Madrid, España)[5]
- Hospital Universitario Puerta De Hierro (Madrid, España)[6]
- Vall d'Hebron University Hospital (Barcelona, España)[7]
- Universidad Cayetano Heredia (San Martín de Porres, Perú)[8]
- Centro de Simulaçao Realística (Araguari, Brasil)[9]
- Sociedad Mexicana de Simulación en Ciencias de la Salud (México DF, México)[10]
- Centro di Simulazione CeSi (Lugano, Suiza)[11]

Educación
Codimg se usa en los centros educativos Torquay Academy (Torquay, Reino Unido) y en el Colegio Miralmonte (Murcia, España) como herramienta para analizar y monitorizar el rendimiento de profesores y alumnos.
También se usa como herramienta para el aprendizaje y desarrollo curricular de alumnos en la Facultad de Traducción e Interpretación de la Universidad Europea del Atlántico y en la Facultad de Fisioterapiay y en la Cátedra de Tecnologías Médicas de la Universidad de Las Palmas de Gran Canaria (España).